# ارین کافارو
ارین کافارو (انگلیسی: Erin Cafaro؛ زادهٔ ۹ ژوئن ۱۹۸۳) قایقران روئینگ اهل ایالات متحده آمریکا است.
وی در مسابقات کشوری و بین‌المللی در مجموع برندهٔ ۵ مدال طلا، ۲ مدال برنز شده‌است.